# چاه شور (میناب)
چاه شور یا حلوایی یک، روستایی در دهستان کریان بخش کریان شهرستان میناب در استان هرمزگان ایران است.

## جمعیت
بر پایه سرشماری عمومی نفوس و مسکن در سال ۱۳۹۵، جمعیت این روستا برابر با ۵۱ نفر (۱۸ خانوار) بوده‌است.